# 蘇普魯尼夫卡 (蘇梅區)
51°0′28″N 34°7′35″E / 51.00778°N 34.12639°E
蘇普魯尼夫卡（烏克蘭語：Супрунівка）是位於烏克蘭東北部的村莊，由蘇梅州蘇梅區的米科拉伊夫卡镇级市镇負責管轄。該村距離漢尼夫卡-泰爾尼夫斯卡、比爾基夫卡、克莱诺韦和約西波韋2公里，始建於1815年，海拔高度177米，2001年人口284。